# مردم باسوتو
مردم باسوتو یا سوتو (به زبان سوتو: سوتو: Basotho) یکی از اقوام بانتوتبار جنوب آفریقا هستند که عمدتاً در لسوتو، آفریقای جنوبی و نواحی کوچکی از بوتسوانا و نامیبیا زندگی می‌کنند. زبان مادری آن‌ها سوتو از شاخه زبان‌های سوتو-تسوانا است. دین بیشتر آن‌ها مسیحیت، با اکثریتی پروتستان و اقلیتی کاتولیک است، اگرچه برخی آیین‌های سنتی آفریقایی نیز هنوز در میانشان رواج دارد.
مردم سوتو یا باسوتو ریشه در شمال‌شرقی آفریقا دارند و در حدود سدهٔ پنجم میلادی به جنوب قاره مهاجرت کردند. در جریان جنگ‌ها، مهاجرت‌ها و رویدادهایی مانند مفکانه و استعمار آفریقا، این قوم به سه شاخهٔ اصلی سوتوی شمالی، سوتوی جنوبی و تسوانا تقسیم شد.
در نیمهٔ دوم سدهٔ نوزدهم، در پی درگیری با بوئرها، موشوشو اول، پادشاه سوتوی جنوبی، از بریتانیا درخواست محافظت کرد و در نتیجه کشور لسوتو در سال ۱۸۶۹ تأسیس شد. امروزه بخش زیادی از باسوتوها در لسوتو زندگی می‌کنند و گروه‌هایی نیز در آفریقای جنوبی به‌ویژه در استان‌های خائوتنگ، ایالت آزاد، کوازولو-ناتال و کیپ شرقی ساکن‌اند.

## تاریخچه
مردم باسوتو از جوامع بانتوزبانی سرچشمه می‌گیرند که تا حدود سال ۱۵۰۰ میلادی در جنوب آفریقا ساکن شدند و با مردمان بومی سان درآمیختند. تا قرن چهاردهم، آن‌ها از قوم تْسوانا جدا شده و در ناحیهٔ فلات جنوبی آفریقا به صورت اجتماعات پراکندهٔ قبیله‌ای مستقر شدند. تا قرن شانزدهم، آهنگری در میان آن‌ها رواج داشت و دادوستد محدودی نیز با مناطق شمالی انجام می‌دادند.
در قرن نوزدهم، در پی ناآرامی‌های ناشی از گسترش امپراتوری زولو و رویداد موسوم به مفه‌کانه، شاه موشوشو اول با متحد ساختن قبایل پراکنده، پایه‌های ملت باسوتو را بنا نهاد. او پایتخت خود را در تابه‌بوسیو تأسیس کرد و برای تقویت جایگاه سیاسی خود از مبلغان فرانسوی حمایت کرد. در پی درگیری‌های مرزی با مهاجران بوئر، وی در سال ۱۸۶۸ از بریتانیا درخواست محافظت کرد و باسوتولند به قلمرو تحت‌الحمایهٔ بریتانیا تبدیل شد.
حاکمیت بریتانیا تا استقلال کامل کشور لسوتو در سال ۱۹۶۶ ادامه یافت. با مهاجرت نیروی کار به معادن آفریقای جنوبی، زبان سسوتو در نواحی شهری آن کشور نیز گسترش یافت. گرچه بیشتر باسوتوها به مسیحیت گرویده‌اند، عناصر باورهای سنتی همچنان در میان آن‌ها رایج است. امروزه، بیشتر باسوتوها در کشور لسوتو و استان ایالت آزاد آفریقای جنوبی زندگی می‌کنند و با چالش‌هایی مانند فقر و تخریب منابع طبیعی مواجه‌اند.

## جمعیت‌شناسی
جاذبهٔ مناطق شهری برای باسوتوها همچنان پابرجاست و مهاجرت داخلی در میان سیاه‌پوستانی که در لسوتو و سایر مناطق اصلی سکونت باسوتو به دنیا آمده‌اند، همچنان ادامه دارد. الگوهای اشتغال در میان باسوتوها عمدتاً مشابه الگوهای رایج در جامعهٔ گسترده‌تر آفریقای جنوبی است. با این حال، عوامل تاریخی موجب شده‌اند که نرخ بیکاری در میان باسوتوها و دیگر گروه‌های بانتو در آفریقای جنوبی بالا باقی بماند.

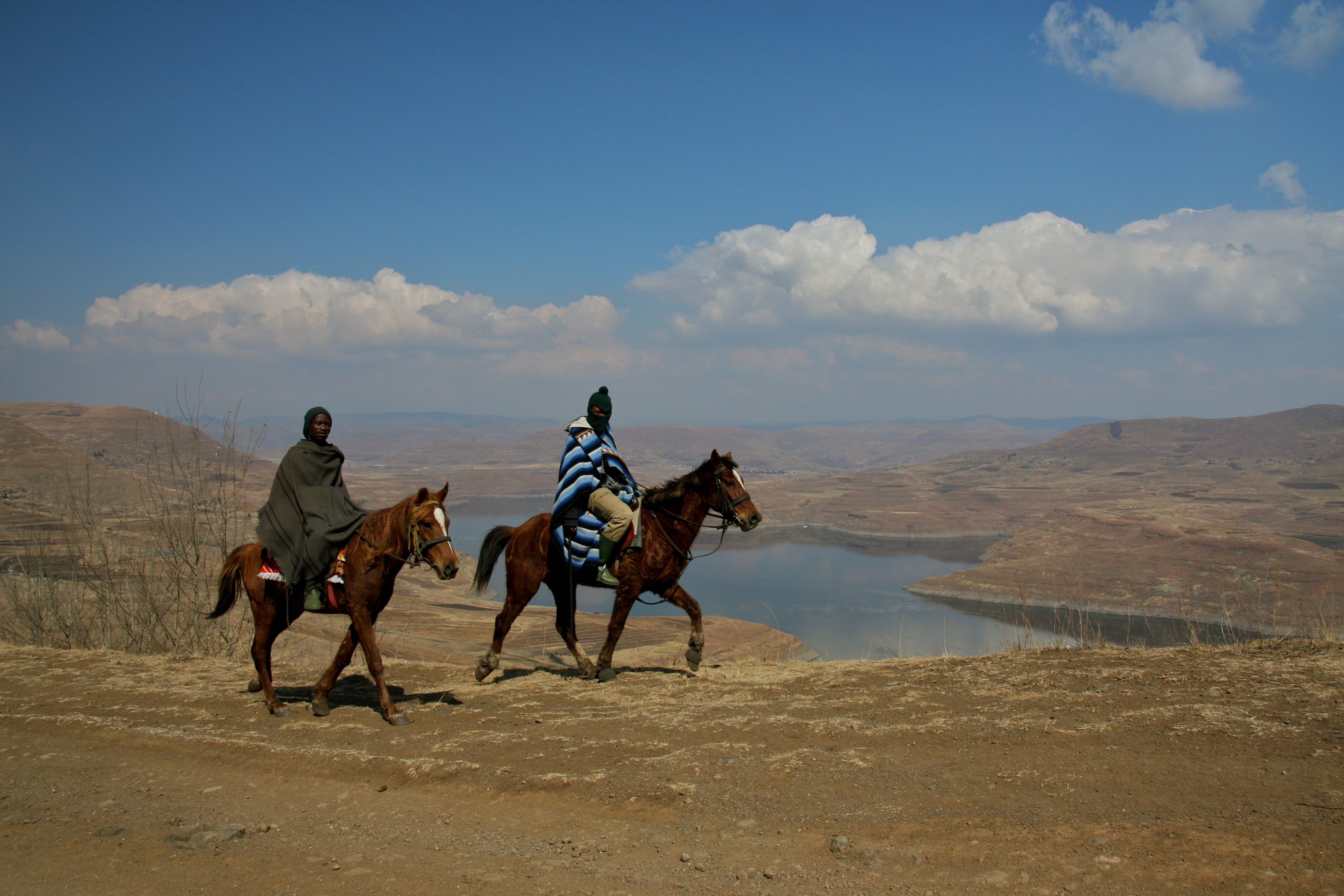
گروهی از باسوتوها سوار بر اسب

درصد گویشوران زبان سسوتو در استان‌های مختلف آفریقای جنوبی:
- استان خائوتنگ: ‎۱۳٫۱٪
- اترریج‌ویل: ‎۱۲٫۳٪
- شهرداری کلان‌شهری ژوهانسبورگ: ‎۹٫۶٪
- سووتو: ‎۱۵٫۵٪
- شهرداری کلان‌شهری اکورولنی: ‎۱۰٫۰٪
- کاتلهونگ: ‎۲۲٫۴٪
- شهرداری منطقه‌ای سدی‌بنگ: ‎۴۶٫۷٪
- شهرداری منطقه‌ای وست رَند: ‎۱۰٫۸٪
- شهرداری محلی میدوال: ‎۲۷٫۹٪
- استان ایالت آزاد: ‎۶۴٫۲٪
- بلومفونتن: ‎۳۳٫۴٪

## زبان

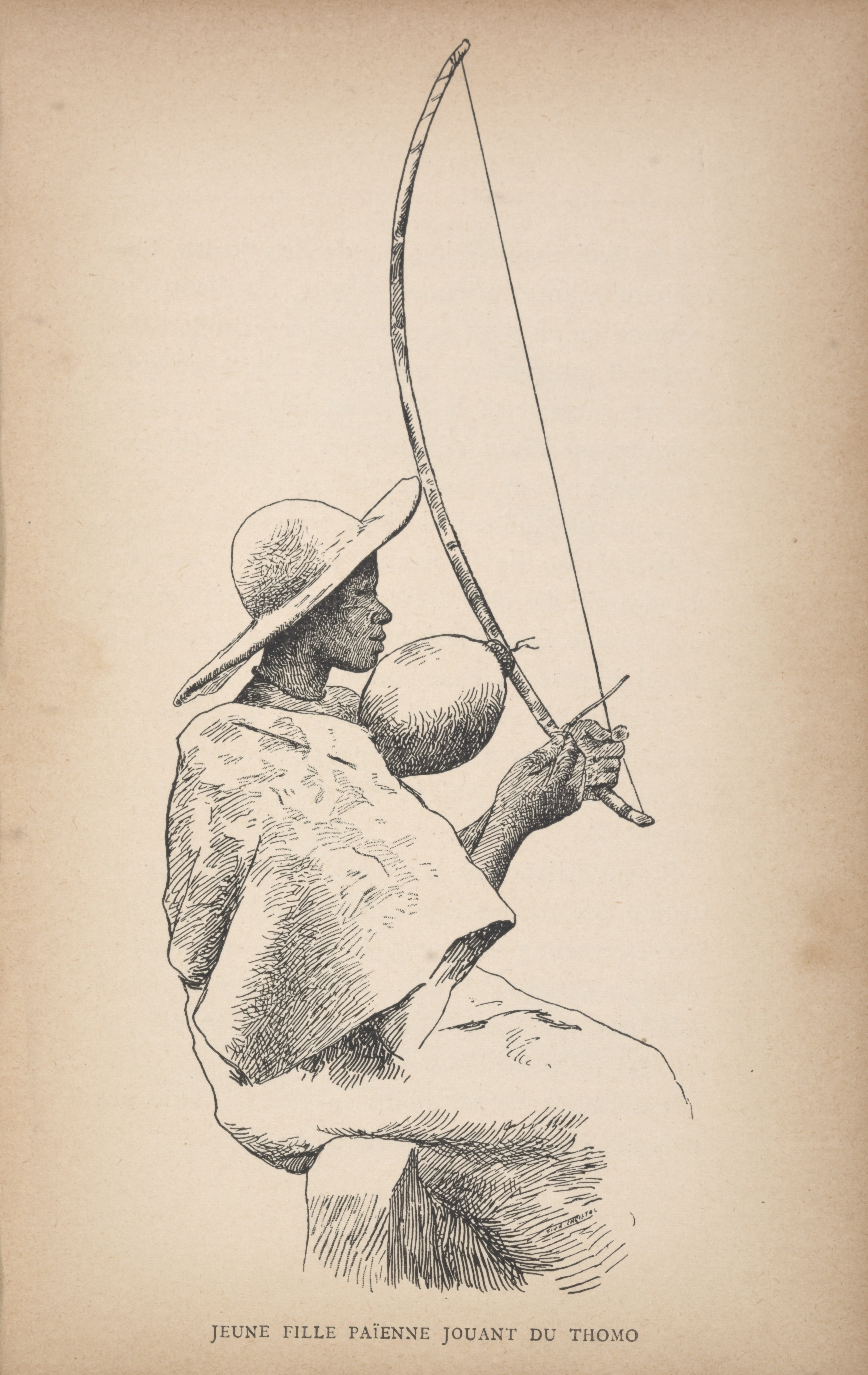
کمان موسیقیایی اهادی یا تومو که توسط مردم سوتو نواخته می‌شود (حدود سال ۱۸۹۷)

زبان مردم باسوتو «سسوتو» (Sesotho) نام دارد، که گاه با نام کمتر رایج «سسوتوی جنوبی» (Sesotho sa borwa) نیز شناخته می‌شود. در برخی متون، از عنوان «سوتوی جنوبی» برای تمایز آن از سوتوی شمالی (Sepedi) استفاده می‌شود.
سوتو زبان مادری ۱٫۵ میلیون نفر در لسوتو است که معادل ۸۵٪ از جمعیت کشور را تشکیل می‌دهد. این زبان به همراه زبان انگلیسی یکی از دو زبان رسمی لسوتو است. لسوتو یکی از بالاترین نرخ‌های باسوادی در آفریقا را داراست، و ۵۹٪ بزرگسالان عمدتاً به زبان سوتو باسواد هستند.
سسوتو یکی از زبان‌های رسمی آفریقای جنوبی است. بر پایهٔ سرشماری سال ۲۰۱۱ آفریقای جنوبی، حدود ۴ میلیون نفر در این کشور سسوتو را به عنوان زبان مادری خود صحبت می‌کنند، از جمله ۶۲٪ ساکنان استان ایالت آزاد. همچنین ۱۳٫۱٪ ساکنان استان گائوتنگ به این زبان سخن می‌گویند. در استان شمال غربی، حدود ۵٪ جمعیت گویشور سوتو هستند، که تمرکز آن‌ها در منطقهٔ مابولوکا است. در استان امپومالانگا حدود ۳٪ جمعیت سوتوزبان هستند که بیشتر در اطراف استندرتون زندگی می‌کنند. همچنین ۲٪ از ساکنان کیپ شرقی نیز سوتو را به عنوان زبان مادری صحبت می‌کنند، هرچند بیشتر آن‌ها در شمال این استان زندگی می‌کنند.
به‌جز لسوتو و آفریقای جنوبی، حدود ۶۰٬۰۰۰ نفر در زامبیا به زبان سیلوزی صحبت می‌کنند که زبانی نزدیک به سوتو است. همچنین تعداد اندکی از گویشوران سوتو در بوتسوانا، اسواتینی و منطقه نوار کاپریوی در نامیبیا زندگی می‌کنند. آمار رسمی دربارهٔ استفاده از سسوتو به عنوان زبان دوم در دست نیست، اما برآورد محافظه‌کارانه‌ای تعداد گویشوران آن به عنوان زبان دوم یا بیشتر را حدود ۵ میلیون نفر اعلام می‌کند.
.سوتو در سطوح مختلف آموزشی، هم به عنوان موضوع درسی و هم به عنوان زبان آموزش به‌کار می‌رود. از پیش‌دبستانی تا مقاطع دکترا، از شکل گفتاری و نوشتاری این زبان استفاده می‌شود. با این حال، تعداد منابع تخصصی مانند متون حوزه‌های بازرگانی، فناوری اطلاعات، حقوق، علوم و ریاضیات به زبان سسوتو هنوز محدود است.
پس از پایان آپارتاید، سسوتو حضور قابل توجهی در رسانه‌ها پیدا کرده‌است. Lesedi FM یک ایستگاه رادیویی ۲۴ ساعته به زبان سوتو است که توسط شرکت پخش آفریقای جنوبی (SABC) اداره می‌شود و برنامه‌های آن کاملاً به این زبان پخش می‌شود. همچنین ایستگاه‌های رادیویی منطقه‌ای در سراسر لسوتو و استان فری استیت فعالیت دارند. اخبار به زبان سوتو به‌صورت روزانه و به مدت نیم‌ساعت از کانال SABC 2 پخش می‌شود. شبکهٔ تلویزیونی خصوصی eTV نیز هر روز بخش خبری نیم‌ساعته‌ای به زبان سسوتو ارائه می‌دهد. هر دو شبکه همچنین برنامه‌هایی تولید می‌کنند که شامل گفتگوهایی به زبان سسوتو است.
در لسوتو، سرویس پخش ملی لسوتو از طریق پلتفرم ماهواره‌ای DStv به آفریقای جنوبی نیز پخش دارد.
بیشتر روزنامه‌های منتشرشده در لسوتو به زبان سسوتو یا به‌صورت دوزبانه (سوتو و انگلیسی) نوشته می‌شوند. در آفریقای جنوبی، روزنامه‌ای سراسری به زبان سوتو وجود ندارد، اما در شهرهایی مانند قوا قوا، فوریزبرگ و فیکسبرگ و برخی دیگر از شهرهای استان فری استیت، نشریه‌های محلی به این زبان چاپ می‌شوند.
هم‌اکنون مجله معروف آفریقای جنوبی Bona نیز محتوایی به زبان سوتو ارائه می‌دهد. پس از تدوین رسم‌الخط استاندارد سسوتو، آثار ادبی متعددی به این زبان پدید آمد. یکی از مهم‌ترین آثار ادبی سوتو، رمان حماسی چاکا اثر توماس موفولو است که به چندین زبان از جمله انگلیسی و آلمانی ترجمه شده‌است.

## پوشاک

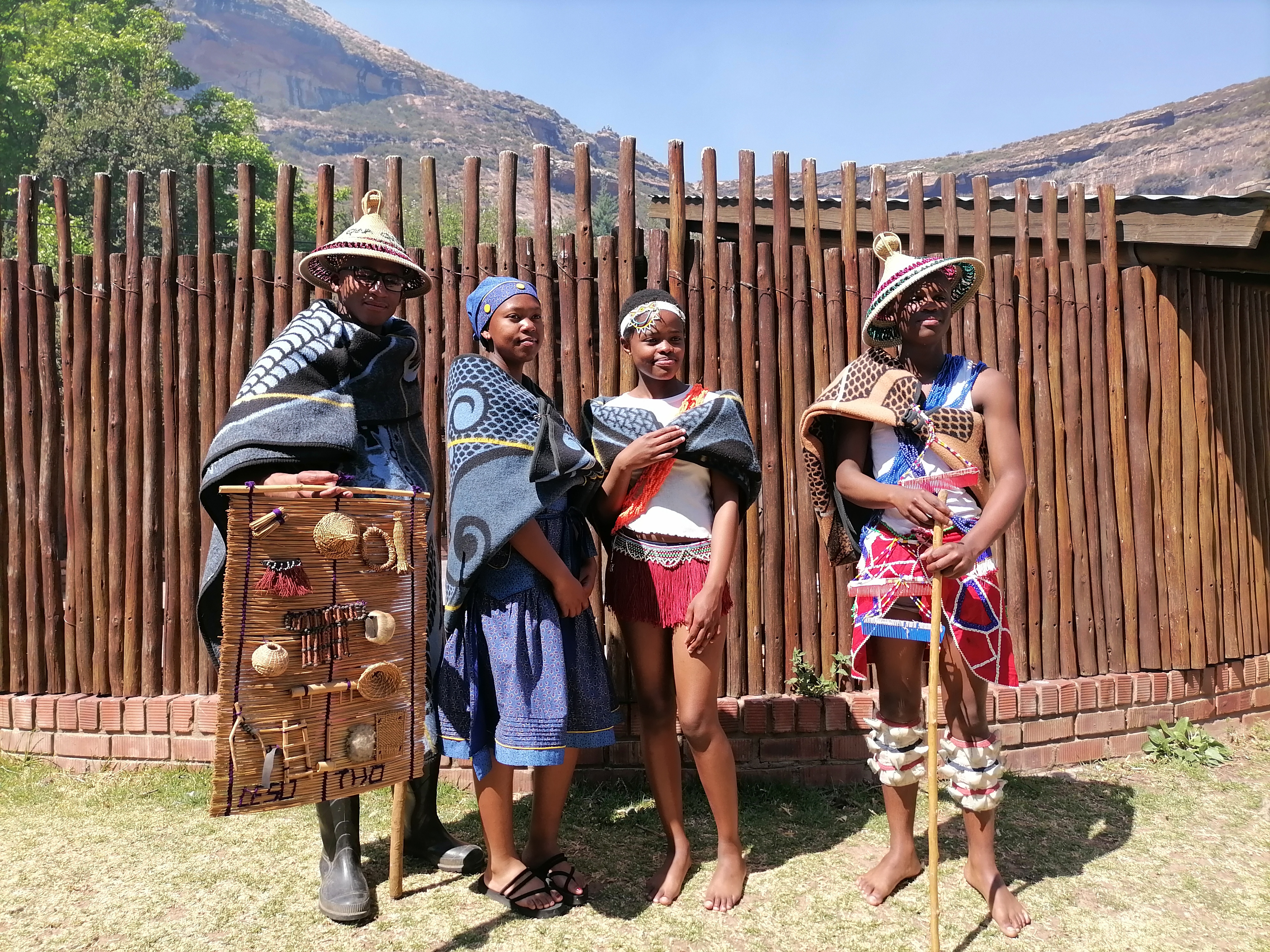
مردم باسوتو با لباس سنتی

مردم باسوتو پوشاک سنتی منحصربه‌فردی دارند. یکی از شاخص‌ترین آیتم‌ها، موکورتلو (mokorotlo) است؛ کلاهی مخروطی‌شکل با دکمه‌ای تزئینی در بالا که شیوه استفاده آن برای مردان و زنان متفاوت است. پتو باسوتو نیز پوششی رایج است که بر روی شانه یا دور کمر انداخته می‌شود و نقش محافظی در برابر سرما دارد. اگرچه بسیاری از باسوتوها از لباس‌های غربی استفاده می‌کنند، اما اغلب پوشاک سنتی را نیز بر روی آن‌ها می‌پوشند.

### چوپانان باسوتو
بسیاری از باسوتوهایی که در مناطق روستایی زندگی می‌کنند، لباس‌هایی مناسب با سبک زندگی‌شان به تن دارند. برای نمونه، پسرانی که در نواحی کوهستانی ایالت آزاد و لسوتو به گله‌داری مشغولند، پتو باسوتو و چکمه‌های پلاستیکی بلند (که به آن‌ها «گام‌بوت» گفته می‌شود) می‌پوشند تا از رطوبت زمین و شرایط کوهستانی محافظت شوند. این چوپانان همچنین در تمام طول سال از کلاه‌های پشمی یا سرپوش‌هایی شبیه بالاکلاوا برای محافظت از صورت در برابر بادهای سرد و گرد و غبار استفاده می‌کنند.

### زنان باسوتو
زنان باسوتو معمولاً دامن‌ها و لباس‌های بلندی با رنگ‌ها و طرح‌های درخشان به تن می‌کنند و اغلب پتوی سنتی را دور کمر خود می‌پیچند. در مناسبت‌های ویژه‌ای چون مراسم ازدواج، آن‌ها لباس سنتی باسوتو به نام ششوشوه (seshweshwe) می‌پوشند. این لباس‌ها از پارچه‌های رنگی تهیه می‌شوند که با نوارهایی تزیین شده‌اند و هر لایه از لباس را حاشیه‌دار می‌کنند. بسیاری از زنان باسوتو این پارچه‌ها را خریداری کرده و به سبکی شبیه لباس‌های آفریقای غربی یا شرقی می‌دوزند. آن‌ها همچنین معمولاً پارچه‌ای چاپ‌دار یا پتویی کوچک را به دور کمر خود می‌پیچند که یا نقش دامن دارد یا به عنوان پوشش دوم روی دامن اصلی قرار می‌گیرد. این پوشش که «رپ» نام دارد، اغلب برای حمل نوزادان در پشت نیز استفاده می‌شود.

### لباس‌های ویژه
لباس‌های خاصی برای مناسبت‌های ویژه مانند مراسم بلوغ و آیین‌های درمان سنتی استفاده می‌شوند.
در مراسم بلوغ دختران باسوتو که «لبولو لا باسادی» (Lebollo la basadi) نام دارد، دختران لباس سنتی شامل یک بند منجوق‌دوزی‌شده به نام «تتانا» (thethana) به دور کمر می‌پوشند که نواحی تناسلی و بخشی از نشیمنگاه را می‌پوشاند. همچنین از پتوی خاکستری و دامن‌هایی از پوست بز استفاده می‌شود. این پوشش‌ها عمدتاً توسط دختران جوان، به‌ویژه دوشیزگان، پوشیده می‌شود.
در مراسم بلوغ پسران موسوم به «لبولو لا بانا» (Lebollo la banna)، پسران پارچه‌ای کوچک به نام «تشئا» (tshea) به عنوان لنگ می‌پوشند و پتوهای رنگارنگ به خود می‌پیچند. در بسیاری موارد، این پوشاک سنتی با آیتم‌هایی مدرن مانند عینک آفتابی ترکیب می‌شود.

درمانگران سنتی باسوتو پوششی به نام «بندولیر» بر تن دارند که از نوارها و ریسمان‌هایی از جنس چرم، زردپی یا مهره ساخته شده و به شکل صلیب روی سینه قرار می‌گیرد. روی این بندها معمولاً کیسه‌هایی حاوی داروهای سنتی متصل شده که در مراسم‌های خاص یا برای محافظت روحی و جسمی استفاده می‌شوند. باور بر این است که مردم سان این پوشش را از باسوتوها اقتباس کرده‌اند؛ زمانی که این دو قوم در تعاملات تجاری، ازدواج و دوستی با یکدیگر بوده‌اند. استفاده سان‌ها از بندولیر را می‌توان در نقاشی‌های صخره‌ای آنان در سده ۱۸ میلادی مشاهده کرد.

پوشاک فرهنگی باسوتو
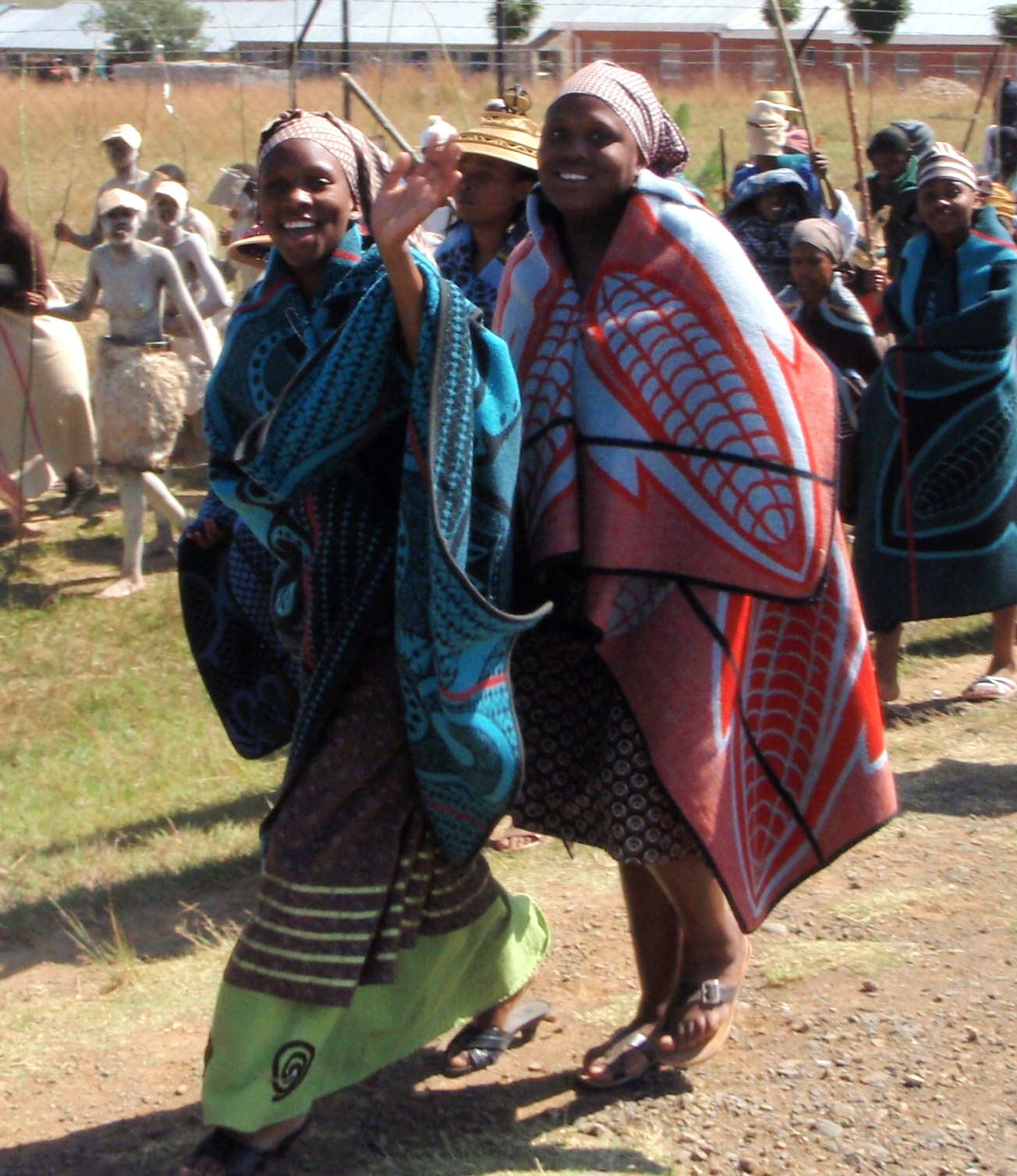
پتوی سنتی باسوتو سیانا مارنا، از پشم با طرح قبیله‌ای
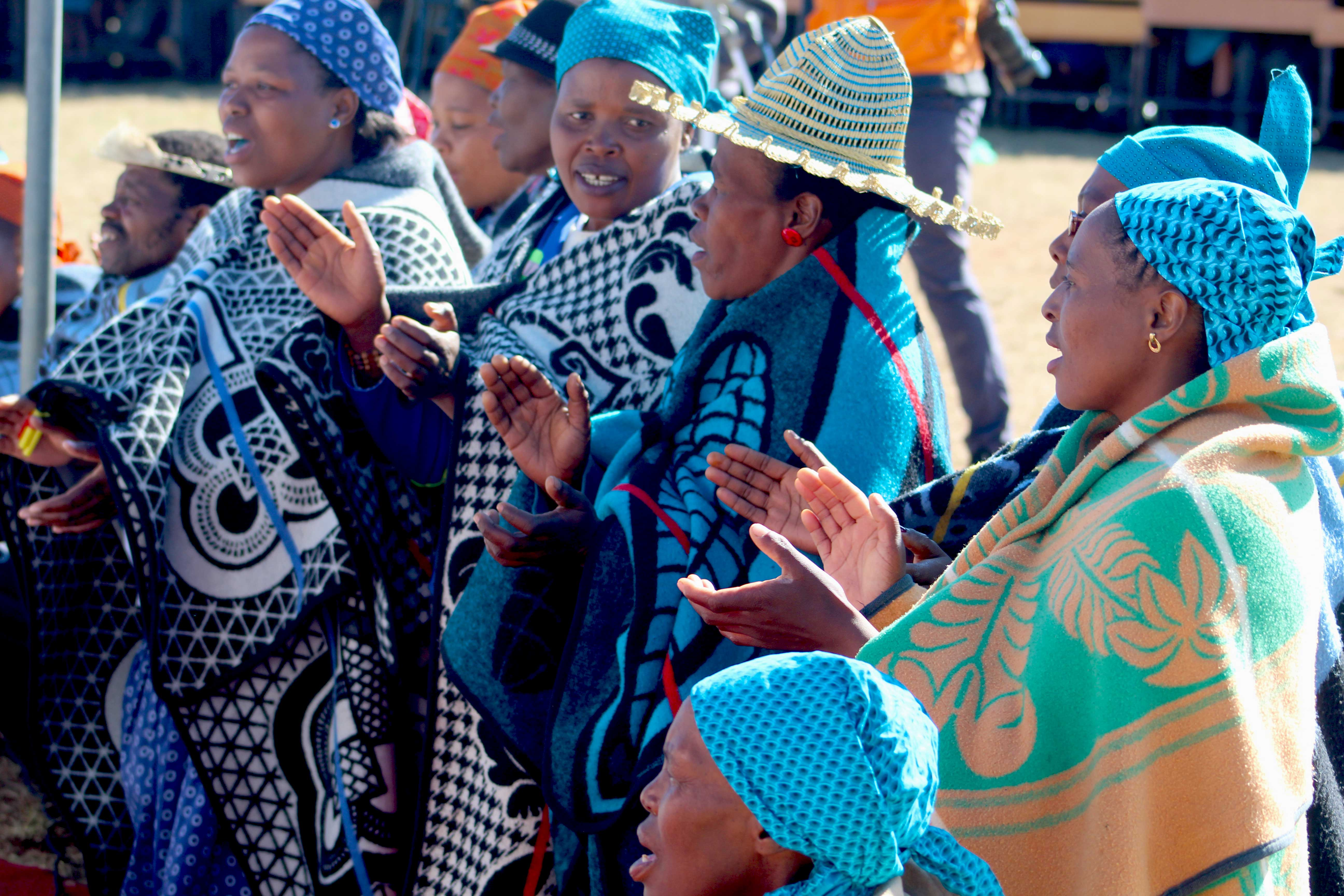
زنان باسوتو در اجرای رقص سنتی «موخیبو»

## افراد برجسته باسوتو

### سیاست و خاندان سلطنتی
- موشوشو اول، بنیان‌گذار ملت باسوتو

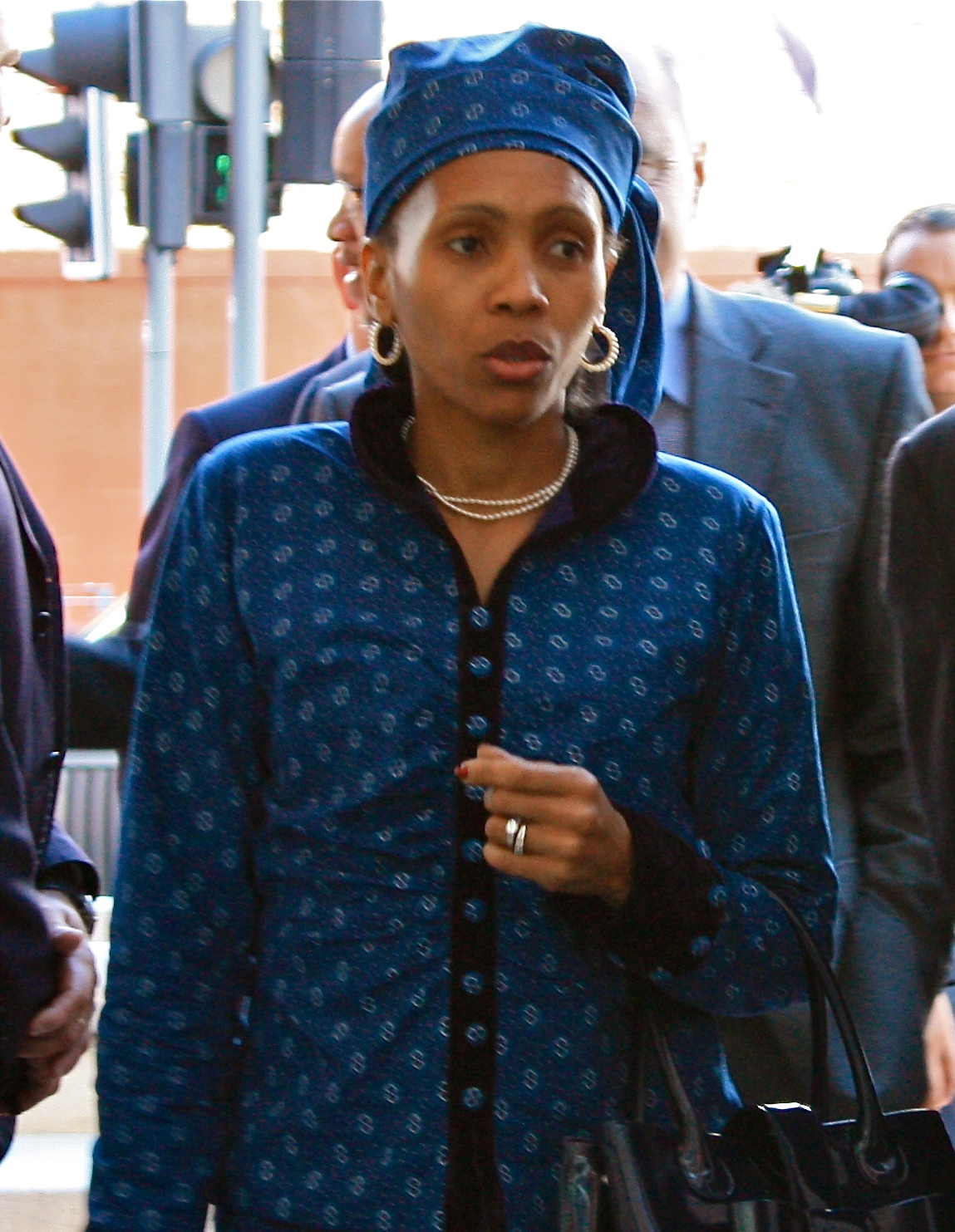
ماسناته موهاتسو سیی‌سو

- موشوشو دوم، رئیس سنتی (پارامونت چیف) لسوتو
- لتسیه سوم، پادشاه کنونی لسوتو
- ماسناته موهاتسو سیی‌سو، ملکه لسوتو
- پاکالیتا موسیسیلی، نخست‌وزیر پیشین لسوتو
- اپاینت امبکی، فعال ضد آپارتاید و مادر تابو امبکی، رئیس‌جمهور سابق آفریقای جنوبی
- نتسو موخهله، نخست‌وزیر پیشین لسوتو
- لیابوآ جاناتان، نخست‌وزیر پیشین لسوتو
- موسیوا لکوتا، فعال ضد آپارتاید اهل آفریقای جنوبی
- هلاودی موتسواننگ، شخصیت رادیویی و سیاسی اهل آفریقای جنوبی
- لیمفو هانی، فعال اهل لسوتو و همسر کریس هانی
- فومولو ماسواله، سیاست‌مدار و نخست‌وزیر پیشین استان کیپ شرقی
- تسیتسی ماشینینی، از رهبران قیام سووتو در سال ۱۹۷۶
- انجی موتشگا، سیاست‌مدار آفریقای جنوبی
- لچسا تسنولی، سیاست‌مدار و معاون پیشین رئیس مجلس ملی آفریقای جنوبی

### کسب‌وکار
- فوتی ماهانیله، مدیر اجرایی و مدیرعامل ناسپرس
- کایزر موتائنگ، کارآفرین و رئیس باشگاه کایزر چیفس
- دیوید تلاله، طراح مد برجسته
- سم موتسوئنیانه، کارآفرین و رئیس نخستین بانک آفریقایی (African Bank)
- جیمز موتلاتسی، فعال پیشین اتحادیه‌های کارگری و تاجر

### هنر و سرگرمی
- نانا کویوتی، خواننده اهل لسوتو
- جاشوا پولومو موهاپلوآ، آهنگ‌ساز
- لیرا (خواننده)، خواننده اهل آفریقای جنوبی
- ایون چاکا چاکا، خواننده آفریقای جنوبی
- مایکل موسئو موئرانه، آهنگ‌ساز کرال
- مفو کوآهو، بازیگر کانادایی با اصالت سوتو
- تری فتو، بازیگر اهل آفریقای جنوبی
- سانکوموتا، گروه موسیقی جاز از لسوتو
- فانا موکوئنا، بازیگر آفریقای جنوبی
- پرینس کی‌بی، دی‌جی اهل آفریقای جنوبی
- کابلو مابالانه، خواننده و عضو گروه Tkzee
- تسپو تشولا، خواننده پیشین گروه سانکوموتا و هنرمند گاسپل
- جری موفوکنگ، بازیگر آفریقای جنوبی
- دیوید کاو، کمدین اهل آفریقای جنوبی
- فیت نکستی، مدل و چهره رسانه‌ای اهل آفریقای جنوبی
- ناتاشا تاهانه، بازیگر اهل آفریقای جنوبی
- مگلرا دو بوی، خواننده رپ اهل آفریقای جنوبی

### ادبیات
- توماس موفولو، نویسنده اهل لسوتو، نویسنده رمان مشهور شاکا

### ورزش
- گادفری خوتسو موکینا، ورزشکار رشته پرش طول
- استیو لکوئلا، بازیکن فوتبال باشگاه اورلاندو پایرتس
- آرون مکونا، بازیکن سابق تیم‌های بلکبرن روورز، پورتسموث و جومو کاسموس
- تابو موکی، بازیکن کایزر چیفس و تیم ملی فوتبال آفریقای جنوبی
- آبیا ناله، بازیکن پیشین کایزر چیفس
- تبوهو مکونا، بازیکن فوتبال آفریقای جنوبی
- لهلوهونولو سیما، بازیکن و مربی فوتبال اهل لسوتو
- کامهلو موکوتجو، بازیکن فوتبال آفریقای جنوبی
- رلبوهیله موفوکنگ، بازیکن فوتبال آفریقای جنوبی
- لبوهانگ مابوئه، بازیکن تیم ماملودی سانداونز